# زدینر زه
زدینر زه (به آلمانی: Seddiner See) یک شهر در آلمان است که در پوتسدام-میتلمارک واقع شده‌است. زدینر زه ۴٬۲۷۵ نفر جمعیت دارد.